# Hip Hop is Dead
Hip Hop is Dead er titlen på på Nas' ottende album fra 2006.

## Spor
- "Money Over Bullshit"
- "You Can't Kill Me"
- "Carry On Tradition"
- "Where Are They Now"
- "Hip Hop Is Dead" (ft. Will.i.am)
- "Who Killed It?"
- "Black Republican (ft. Jay-Z)
- "Not Going Back" (ft. Kelis)
- "Still Dreaming" (ft. Kanye West & Chrisette Michele)
- "Hold Down The Block"
- "Blunt Ashes"
- "Let There Be Light" (ft. Tre Williams)
- "Play on Playa" (ft. Snoop Dogg)
- "Can't Forget About You" (ft. Chrisette Michele)
- "Hustlers" (ft. The Game & Marsha Ambrosius)
- "Hope"

## Produktion
- Nasir Jones (Executive)
- L.E.S.
- Wyldfyer
- Scott Storch
- Will.i.am
- Salaam Remi
- Stargate
- Dr. Dre
- Kanye West
- Mark Batson
- Chris Webber
- Devo Springteen
- Paul Cho